# Зевякин, Иван Никанорович
Иван Никанорович Зевякин — советский хозяйственный и государственный деятель, лауреат Государственной премии СССР за выдающиеся достижения в труде.

## Биография
Родился в 1933 году на территории современной Курской области. Член КПСС.
В 1949 — колхозник колхоза «Коммунар» Курской области.
Окончил горнопромышленное училище.
В 1951—1952 годах — электрослесарь шахты.
В 1952—1955 годах — военнослужащий Советской армии.
В 1955—1993 годах — шофёр, помощник бригадира, бригадир тракторно-полеводческой бригады колхоза «40 лет Октября» Краснокутского района Саратовской области.
За получение высоких и устойчивых урожаев зерновых и крупяных культур на основе эффективного использования достижений науки, техники и передовой практики был в составе коллектива удостоен Государственной премии СССР за выдающиеся достижения в труде 1979 года.
Жил в селе Верхний Еруслан.

## Награды
- Орден Октябрьской Революции
- Орден Трудового Красного Знамени (дважды)